# Aspron trachy
Aspron trachy – dal greco άσπρον, aspron ("bianco"), e τραχύς, trachys ("irregolare", "non liscio"), plurale Aspra trachea – è il nome di due monete emesse dall'imperatore Alessio I Comneno (1081-1118):
- la prima moneta fu introdotta da Alessio con il valore di 1/3 di hyperpyron, ed era uno scifato in elettro, una lega di oro ed argento;
- l'altra moneta era uno scifato di biglione emesso per la prima volta dallo stesso imperatore per un valore di 1/48 di hyperpyron.

Entrambe le monete furono coniate fino a Alessio III Angelo (1195-1203). La coniazione riprese sotto Teodoro I Lascaris (1206-1222) con il nome di trachy e terminò sotto Michele VIII Paleologo (1261-1282).